# Норвуд (Њу Џерзи)
Норвуд (енгл. Norwood) град је у америчкој савезној држави Њу Џерзи.

## Демографија
По попису из 2010. године број становника је 5.711, што је 40 (-0,7%) становника мање него 2000. године.
| Група             | 2000.         | 2010.         |
| Белци             | 4.356 (75,7%) | 3.766 (65,9%) |
| Афроамериканци    | 48 (0,8%)     | 78 (1,4%)     |
| Азијати           | 1.092 (19,0%) | 1.552 (27,2%) |
| Хиспаноамериканци | 172 (3,0%)    | 260 (4,6%)    |
| Укупно            | 5.751         | 5.711         |